# Annie Duke
Annie Duke, née le 13 septembre 1965 à  Concord (New Hampshire, États-Unis), est une joueuse professionnelle de poker.
Elle est réputée pour ses nombreux appels aux arbitres et appliquer scrupuleusement le règlement[réf. nécessaire].
Annie Duke obtient sa meilleure place au World Series of Poker en 2000 alors qu'elle était enceinte de 8 mois de son troisième enfant.

## Famille
Annie Duke est la sœur de Howard Lederer, également joueur professionnel de poker.